# Enicospilus anaxeus
Enicospilus anaxeus är en stekelart som beskrevs av Ian D. Gauld och Mitchell 1978. Enicospilus anaxeus ingår i släktet Enicospilus och familjen brokparasitsteklar. Inga underarter finns listade i Catalogue of Life.